# مدار ۶۹ درجه شمالی
مدار ۶۹ درجه شمالی، دایره‌ای از عرض جغرافیایی است که در ۶۹ درجهٔ شمالی خط استوا  قرار دارد.

## گذر از مناطق
از نصف‌النهار مبدأ شروع می‌شود و به سمت مشرق ۶۹ درجه شمالی از موارد زیر گذر می‌کند:
| مختصات‌ها                                             | کشور، قلمرو یا دریا      | توضیحات                                                            |
| ---------------------------------------------------- | ------------------------ | ------------------------------------------------------------------ |
| ۶۹°۰′ شمالی ۰°۰′ شرقی / ۶۹٫۰۰۰°شمالی ۰٫۰۰۰°شرقی      | اقیانوس اطلس             | دریای نروژ                                                         |
| ۶۹°۰′ شمالی ۱۵°۰′ شرقی / ۶۹٫۰۰۰°شمالی ۱۵٫۰۰۰°شرقی    | نروژ                     | جزیرهٔ Langøya, Andøya, Bjarkøya و Dyrøya, and the mainland (ترومز) |
| ۶۹°۰′ شمالی ۲۰°۱۱′ شرقی / ۶۹٫۰۰۰°شمالی ۲۰٫۱۸۳°شرقی   | سوئد                     |                                                                    |
| ۶۹°۰′ شمالی ۲۰°۵۱′ شرقی / ۶۹٫۰۰۰°شمالی ۲۰٫۸۵۰°شرقی   | فنلاند                   |                                                                    |
| ۶۹°۰′ شمالی ۲۲°۶′ شرقی / ۶۹٫۰۰۰°شمالی ۲۲٫۱۰۰°شرقی    | نروژ                     | فینمارک                                                            |
| ۶۹°۰′ شمالی ۲۵°۴۴′ شرقی / ۶۹٫۰۰۰°شمالی ۲۵٫۷۳۳°شرقی   | فنلاند                   |                                                                    |
| ۶۹°۰′ شمالی ۲۸°۴۴′ شرقی / ۶۹٫۰۰۰°شمالی ۲۸٫۷۳۳°شرقی   | روسیه                    | شبه جزیره کولا                                                     |
| ۶۹°۰′ شمالی ۳۶°۳۷′ شرقی / ۶۹٫۰۰۰°شمالی ۳۶٫۶۱۷°شرقی   | دریای بارنتز             |                                                                    |
| ۶۹°۰′ شمالی ۴۸°۱۲′ شرقی / ۶۹٫۰۰۰°شمالی ۴۸٫۲۰۰°شرقی   | روسیه                    | جزیرهٔ جزیره کولگویف                                                |
| ۶۹°۰′ شمالی ۵۰°۹′ شرقی / ۶۹٫۰۰۰°شمالی ۵۰٫۱۵۰°شرقی    | دریای بارنتز             | دریای پچورا                                                        |
| ۶۹°۰′ شمالی ۶۰°۵۸′ شرقی / ۶۹٫۰۰۰°شمالی ۶۰٫۹۶۷°شرقی   | روسیه                    | شبه‌جزیره یوگورسکی                                                  |
| ۶۹°۰′ شمالی ۶۶°۲۴′ شرقی / ۶۹٫۰۰۰°شمالی ۶۶٫۴۰۰°شرقی   | دریای کارا               | Baydaratskaya Bay                                                  |
| ۶۹°۰′ شمالی ۶۸°۲۶′ شرقی / ۶۹٫۰۰۰°شمالی ۶۸٫۴۳۳°شرقی   | روسیه                    | Yamal Peninsula                                                    |
| ۶۹°۰′ شمالی ۷۲°۳۲′ شرقی / ۶۹٫۰۰۰°شمالی ۷۲٫۵۳۳°شرقی   | Gulf of Ob               |                                                                    |
| ۶۹°۰′ شمالی ۷۴°۵′ شرقی / ۶۹٫۰۰۰°شمالی ۷۴٫۰۸۳°شرقی    | Taz Estuary              |                                                                    |
| ۶۹°۰′ شمالی ۷۷°۳′ شرقی / ۶۹٫۰۰۰°شمالی ۷۷٫۰۵۰°شرقی    | روسیه                    |                                                                    |
| ۶۹°۰′ شمالی ۱۶۹°۲۶′ شرقی / ۶۹٫۰۰۰°شمالی ۱۶۹٫۴۳۳°شرقی | دریای سیبری شرقی         | Chaunskaya Bay                                                     |
| ۶۹°۰′ شمالی ۱۷۰°۵۸′ شرقی / ۶۹٫۰۰۰°شمالی ۱۷۰٫۹۶۷°شرقی | روسیه                    |                                                                    |
| ۶۹°۰′ شمالی ۱۷۹°۵۶′ شرقی / ۶۹٫۰۰۰°شمالی ۱۷۹٫۹۳۳°شرقی | دریای چوکچی              |                                                                    |
| ۶۹°۰′ شمالی ۱۶۳°۵۵′ غربی / ۶۹٫۰۰۰°شمالی ۱۶۳٫۹۱۷°غربی | ایالات متحده آمریکا      | آلاسکا                                                             |
| ۶۹°۰′ شمالی ۱۴۱°۰′ غربی / ۶۹٫۰۰۰°شمالی ۱۴۱٫۰۰۰°غربی  | کانادا                   | یوکان                                                              |
| ۶۹°۰′ شمالی ۱۳۷°۲۶′ غربی / ۶۹٫۰۰۰°شمالی ۱۳۷٫۴۳۳°غربی | دریای بوفورت             | Mackenzie Bay                                                      |
| ۶۹°۰′ شمالی ۱۳۶°۷′ غربی / ۶۹٫۰۰۰°شمالی ۱۳۶٫۱۱۷°غربی  | کانادا                   | نورت‌وست تریتوریز - Richards Island and mainland نوناووت            |
| ۶۹°۰′ شمالی ۱۱۷°۵۲′ غربی / ۶۹٫۰۰۰°شمالی ۱۱۷٫۸۶۷°غربی | Dolphin and Union Strait |                                                                    |
| ۶۹°۰′ شمالی ۱۱۳°۳۳′ غربی / ۶۹٫۰۰۰°شمالی ۱۱۳٫۵۵۰°غربی | کانادا                   | نوناووت - Victoria Island                                          |
| ۶۹°۰′ شمالی ۱۰۷°۲۴′ غربی / ۶۹٫۰۰۰°شمالی ۱۰۷٫۴۰۰°غربی | Dease Strait             |                                                                    |
| ۶۹°۰′ شمالی ۱۰۵°۲′ غربی / ۶۹٫۰۰۰°شمالی ۱۰۵٫۰۳۳°غربی  | کانادا                   | نوناووت - Victoria Island                                          |
| ۶۹°۰′ شمالی ۱۰۱°۵۱′ غربی / ۶۹٫۰۰۰°شمالی ۱۰۱٫۸۵۰°غربی | Victoria Strait          |                                                                    |
| ۶۹°۰′ شمالی ۱۰۰°۳۷′ غربی / ۶۹٫۰۰۰°شمالی ۱۰۰٫۶۱۷°غربی | کانادا                   | نوناووت - Royal Geographical Society Islands                       |
| ۶۹°۰′ شمالی ۹۹°۵۸′ غربی / ۶۹٫۰۰۰°شمالی ۹۹٫۹۶۷°غربی   | Alexandra Strait         |                                                                    |
| ۶۹°۰′ شمالی ۹۹°۳۰′ غربی / ۶۹٫۰۰۰°شمالی ۹۹٫۵۰۰°غربی   | کانادا                   | نوناووت - جزیره کینگ ویلیام                                        |
| ۶۹°۰′ شمالی ۹۵°۵۳′ غربی / ۶۹٫۰۰۰°شمالی ۹۵٫۸۸۳°غربی   | Rae Strait               |                                                                    |
| ۶۹°۰′ شمالی ۹۴°۲۱′ غربی / ۶۹٫۰۰۰°شمالی ۹۴٫۳۵۰°غربی   | کانادا                   | نوناووت                                                            |
| ۶۹°۰′ شمالی ۹۰°۳۵′ غربی / ۶۹٫۰۰۰°شمالی ۹۰٫۵۸۳°غربی   | Pelly Bay                |                                                                    |
| ۶۹°۰′ شمالی ۸۹°۴۲′ غربی / ۶۹٫۰۰۰°شمالی ۸۹٫۷۰۰°غربی   | کانادا                   | نوناووت - Simpson Peninsula                                        |
| ۶۹°۰′ شمالی ۸۸°۲۷′ غربی / ۶۹٫۰۰۰°شمالی ۸۸٫۴۵۰°غربی   | Committee Bay            |                                                                    |
| ۶۹°۰′ شمالی ۸۴°۵۴′ غربی / ۶۹٫۰۰۰°شمالی ۸۴٫۹۰۰°غربی   | کانادا                   | نوناووت - Melville Peninsula                                       |
| ۶۹°۰′ شمالی ۸۱°۳۲′ غربی / ۶۹٫۰۰۰°شمالی ۸۱٫۵۳۳°غربی   | Foxe Basin               |                                                                    |
| ۶۹°۰′ شمالی ۷۹°۱۷′ غربی / ۶۹٫۰۰۰°شمالی ۷۹٫۲۸۳°غربی   | کانادا                   | نوناووت - Rowley Island                                            |
| ۶۹°۰′ شمالی ۷۸°۴۲′ غربی / ۶۹٫۰۰۰°شمالی ۷۸٫۷۰۰°غربی   | Foxe Basin               |                                                                    |
| ۶۹°۰′ شمالی ۷۶°۳۷′ غربی / ۶۹٫۰۰۰°شمالی ۷۶٫۶۱۷°غربی   | کانادا                   | نوناووت - جزیره بافین                                              |
| ۶۹°۰′ شمالی ۶۷°۵۷′ غربی / ۶۹٫۰۰۰°شمالی ۶۷٫۹۵۰°غربی   | تنگه دیویس               |                                                                    |
| ۶۹°۰′ شمالی ۵۱°۷′ غربی / ۶۹٫۰۰۰°شمالی ۵۱٫۱۱۷°غربی    | گرینلند                  |                                                                    |
| ۶۹°۰′ شمالی ۲۵°۴۰′ غربی / ۶۹٫۰۰۰°شمالی ۲۵٫۶۶۷°غربی   | اقیانوس اطلس             | دریای گرینلند دریای نروژ                                           |